# União das Freguesias de Alandroal (Nossa Senhora da Conceição), São Brás dos Matos (Mina do Bugalho) e Juromenha
União das Freguesias de Alandroal (Nossa Senhora da Conceição), São Brás dos Matos (Mina do Bugalho) e Juromenha, kürzer Alandroal, São Brás dos Matos e Juromenha, ist eine Gemeinde (Freguesia) im Kreis (Concelho) von Alandroal im Süden Portugals.
In der Gemeinde leben 2.344 Einwohner auf einer Fläche von 259,58 km² (Stand nach Zahlen von 2011).
Die Gemeinde entstand im Zuge der Gebietsreform in Portugal am 29. September 2013 durch Zusammenlegung der drei bisherigen Gemeinden Nossa Senhora da Conceição (Alandroal), São Brás dos Matos (Mina do Bugalho) und Juromenha (Nossa Senhora do Loreto).